# Loxechinus albus
Loxechinus albus là tên của một loài cầu gai thuộc họ Parechinidae và là loài bản địa của miền nam Nam Mỹ (phạm vi từ Ecuador đến Argentina, cũng như quần đảo Falkland. Chúng sinh sống ở độ sâu 340 mét tại vùng san hô nhiều đá và vùng ảnh hưởng của thủy triều lên xuống.

## Mô tả
Loài này phát triển tương đối nhanh và kích thước khá lớn do đường kính đến 11 cm. Mặc dù các cá thể ở vùng cực nam thì lại phát triển chậm và có kích thước nhỏ hơn. Mặt trên và mặt dưới của nó thì phẳng, nhiều gai nhỏ. Gai của nó thì có màu hơi đỏ và có sắc xanh lục nhạt, còn màu sắc của nó thì đa dạng. Nhưng khi người ta bắt được các cá thế lớn ở vùng nước sâu hơn thì màu của nó là trắng.

## Sinh thái học
Nó là động vật ăn cỏ nên thức ăn chủ yếu của nó là các loài tảo sống trên đá. Mùa sinh sản của chúng thì không cố định mà tùy vào khu vực mà nó sống. Như ở 23° S thì chúng sỉnh sản vào tháng 6, ở 45° S thì chúng sinh sản từ tháng 11 đến tháng 12 và ở 53° S thì chúng sinh sản từ tháng 8 đến tháng 9.
Ấu trùng của loài này là động vật phù du chuyên ăn tảo silic và sinh sống ở vùng thủy triều lên xuống. Sau khoảng 30 ngày thì chúng trở thành con non thông qua quá trình biến thái hoàn toàn. Những cá thể này sẽ sống trên đá rồi sau đó mới đi vào vùng của những cá thể trưởng thành.
Theo một nghiên cứu tại Chile, loài Loxechinus albus thường hay bị loài sao biển Meyenaster gelatinosus săn đuổi nhất. Loài này có thể nhận biết được kẻ thù của mình ở cách nó ít nhất là 1 mét nên nó sẽ chạy đi. Và ở vùng có sóng ngầm mạnh, nó sẽ dựa vào sức đẩy đó để chạy đi. Hơn thế nữa, nó còn có thể phân biệt đâu là cá thể đang săn đuổi nó. Bằng chứng là người ta thấy nó chạm vào loài sao biển này khi chúng không săn mồi.

## Đánh bắt
Nó bị đánh bắt quá mức để làm thực phẩm cũng như chính phủ chưa đưa ra luật bảo vệ. Vậy nên ta khó tìm ra nó ở một số nơi trong khu vực mà nó phân bố. Phải mất 8 năm thì chúng đạt kích thước thích hợp để thu hoạch.